# 生存可能システムモデル
実行可能システムモデル（じっこうかのうシステムモデル、Viable_system_model, VSM）は、自己生産が可能な自律的なシステムの組織構造のモデルである。
生存可能なシステムとは、変化する環境の中で生き残るための要求を満たすような方法で組織化されたシステムのことである。生存可能なシステムの主要な特徴の1つは、適応性があることである。VSMは、生存可能なシステムのモデルを表現している。これは、生存可能なシステムであり、自律性を持つあらゆる組織に適用できると主張する、抽象的なサイバネティック（規制理論）記述である。

## 概要
このモデルは、オペレーションズリサーチの理論家でサイバネティックスのスタッフォードビールが著書 『 Brain of the Firm 』（1972年）で開発したものです。 この本は、管理に適用されるサイバネティックスに関するBeerの以前の研究とともに、管理サイバネティックスを効果的に設立しました。
VSMにカプセル化された組織のサイバネティック理論について最初に注意することは、実行可能なシステムは再帰的であるということです。実行可能なシステムには、封じ込め階層の上位（および下位）レベルのシステムと同じサイバネティック記述を使用してモデル化できる実行可能なシステムが含まれます（ビールは、実行可能なシステムのこの特性をサイバネティック同型として表現します）。このモデルの開発により、実行可能なシステムアプローチと呼ばれる理論的提案が生まれました。

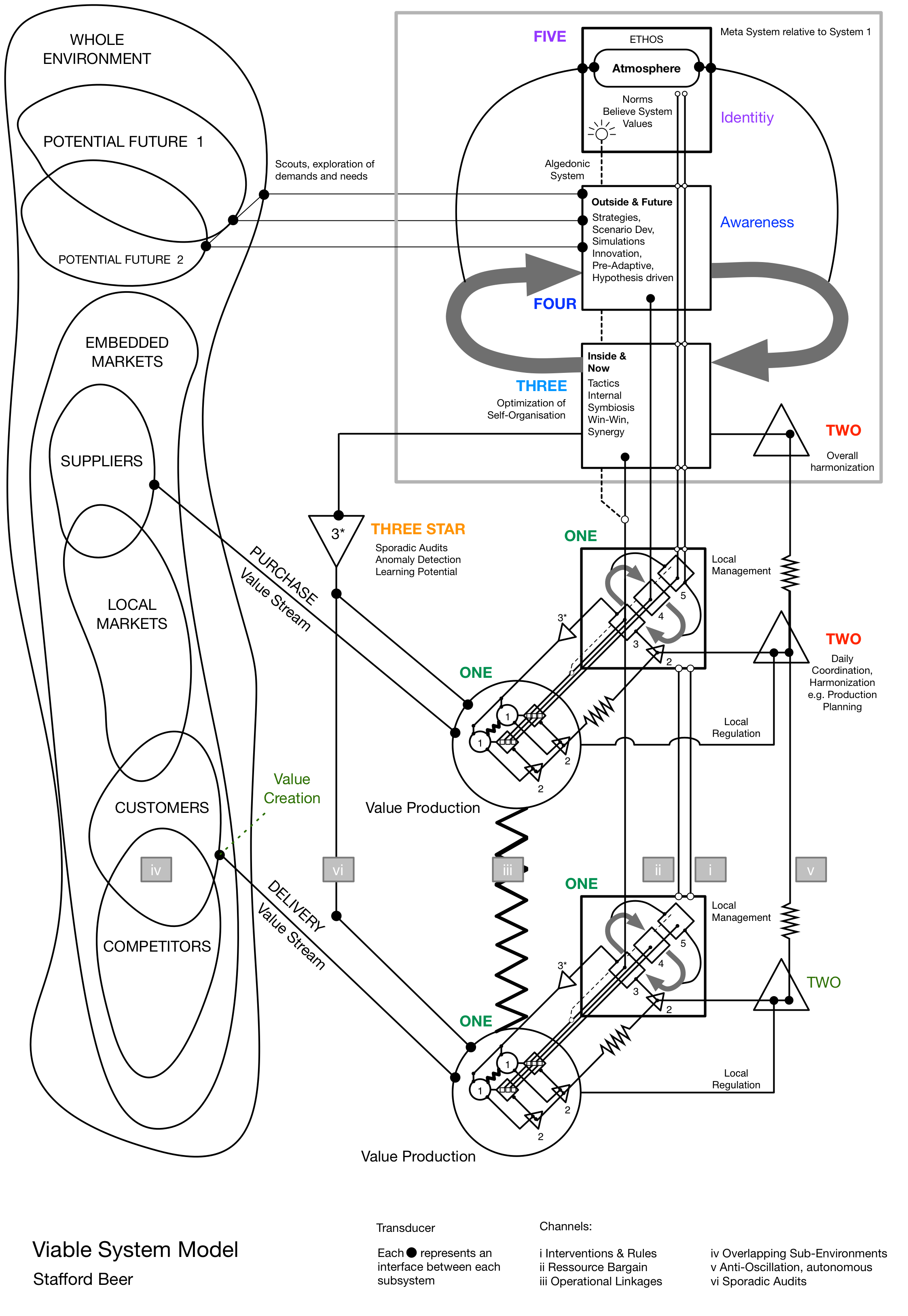
実行可能なシステムとしての企業の模範的なモデル。仮定：外部リソースを購入するシステム1と、顧客に提供される価値を生み出すシステム1が1つずつあります。 VSMは、あらゆる種類の組織に適用されます。

## コンポーネント
ここでは、VSMの単一レベルにカプセル化された組織のサイバネティックスの説明について簡単に紹介します。 
実行可能なシステムは、組織構造の側面にマッピングできる5つの相互作用するサブシステムで構成されます。大まかに言えば、システム1〜3。 は、組織の運用の「今ここ」に関係し、システム4は、「そこにあり、その後」、つまり組織に対する外部、環境、および将来の要求の影響に対する戦略的対応に関係します。 システム5は、組織を実行可能なエンティティとして維持するポリシーディレクティブを提供するために、「ここと今」と「そことその後」のバランスを取ることに関係しています。 
- 実行可能なシステムのシステム1には、いくつかの主要なアクティビティが含まれています。上記のようにシステムの再帰的な性質により、各システム1の主要なアクティビティ自体が実行可能なシステムです。これらは、組織の主要な変革の少なくとも一部を実装する機能の実行に関係しています。
- システム2は、システム1の主要なアクティビティが相互に通信できるようにし、システム3がシステム1内のアクティビティを監視および調整できるようにする情報チャネルとボディを表します。システム1で使用される共有リソースのスケジューリング機能を表します。
- システム3は、システム1のルール、リソース、権利、および責任を確立し、システム4/5とのインターフェイスを提供するために導入される構造と制御を表します。システム1内のプロセスの全体像を表します。
- システム4は、組織が存続可能であり続けるためにどのように適応する必要があるかを監視するために、環境の外を見る責任がある組織で構成されています。
- システム5は、組織全体のポリシー決定を担当し、組織のさまざまな部分からの要求のバランスを取り、組織全体を操作します。

再帰の第1レベルを構成するサブシステムに加えて、環境がモデルに表されます。モデル内の環境の存在は、システムのアクションのドメインとして必要であり、それがなければ、モデル内で組織の内部相互作用をコンテキスト化または根拠付ける方法はありません。
アルジェドニックアラート（ギリシャ語のαλγος、痛みとηδος、喜びから）は、実際のパフォーマンスが失敗したり、通常はタイムアウト後に機能を超えたりしたときに、再帰のレベルをエスカレートするアラームと報酬です。
このモデルは、脳と神経系のアーキテクチャから派生しています。システム3-2-1は、古代の脳または自律神経系と同一視されています。システム4は、認知と会話を具体化します。システム5、高次脳機能には、内省と意思決定が含まれます。 

## 実行可能なシステムのルール
「HeartofEnterprise」 では、「Brain」のコンパニオンボリューム。 。 。」 、ビールは、アシュビーの（必要な）多様性の概念を適用します：システムまたはシステムの要素の可能な状態の数。オブザーバーがバラエティを計算できるようにする2つの格言があります。組織の4つの原則。再帰システムの定理。管理の3つの公理と結束の法則。これらのルールにより、Requisite Variety条件が満たされ、事実上、リソースが要件に一致することが保証されます。

### 規制格言
これらの格言は次のとおりです。  
- 実行する機能の性質を理解するためにブラックボックスに入る必要はありません。
- 潜在的に生成される可能性のある多様性を計算するためにブラックボックスに入る必要はありません。

### 組織の原則
（原則は「特定の結果の主要な情報源」です）
これらの原則は次のとおりです。
- 制度的システムを通じて拡散する管理、運用、および環境の種類は、同等になる傾向があります。人への被害とコストを最小限に抑えてそうするように設計する必要があります。
- 管理ユニット、操作、および環境の間で情報を伝送する4つの方向チャネルはそれぞれ、元のサブシステムがその時点で生成する必要があるよりも、特定の時間に品種選択に関連する特定の量の情報を送信する能力が高い必要があります。
- 与えられた品種を区別することができるチャネルで運ばれる情報が境界を越えるところはどこでも、それは変換（エネルギーをある形式から別の形式に変換する）を受けます。トランスデューサの種類は、少なくともチャネルの種類と同等である必要があります。
- 最初の3つの原則の運用は、遅滞なく周期的に維持されなければなりません。

### 再帰的システム定理
この定理は次のように述べています。
- 再帰的な組織構造では、実行可能なシステムには実行可能なシステムが含まれ、含まれています。

### 公理
（公理は「信じるに値する」ステートメントです）
これらの公理は次のとおりです。
- n個の運用要素（システム1）によって配置された水平方向の多様性の合計は、企業の結束の6つの垂直方向のコンポーネントによって配置された垂直方向の多様性の合計に等しくなります。 [10] （6つは、Environment、System Three *、System Ones、System Two、System Three、およびAlgedonicアラートからのものです。 ）。
- 最初の公理の操作の結果としてシステム3によって処分された品種は、システム4によって処分された品種と同じです。
- システム5によって処理される多様性は、第2公理の操作によって生成される残余の多様性に等しくなります。

### 実行可能なシステムの複数の再帰に対する結束の法則
この法則（「本質的に不変なもの」）は次のように述べています。
- 再帰xのシステム3にアクセス可能なシステム1の種類は、すべての再帰ペアの再帰yのメタシステムの合計によって処理される種類に等しくなります。 [11]

## 性能測定

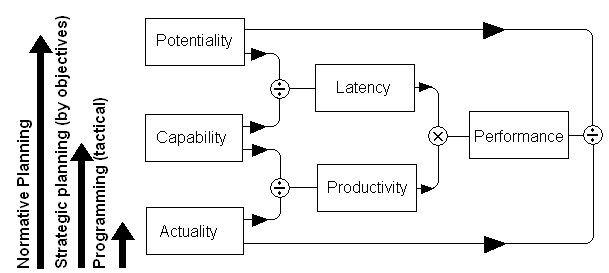
容量の3つの測定値は達成の3つの測定値を生成します

会社の頭脳で（p。 163）ビールは、システム1のアクティビティを特徴付けるトリプルベクトルを表します。コンポーネントは次のとおりです。
- 現実：「既存の制約の下で、既存のリソースを使用して、現在何を管理しているのか」
- 機能：「これは、実際に作業した場合、既存の制約の下で、既存のリソースを使用して（現在も）実行できることです。」
- 可能性：「これは、リソースを開発し、制約を取り除くことによって実行する必要があることですが、実行可能であることがすでにわかっている範囲内で動作します。」

ビールは、「これらの定義を頭の中で明確に修正することは大いに役立つだろう」と付け加えています。システム4の仕事は、本質的に可能性を実現することです。次に彼は定義します
- 生産性：現実と能力の比率です。
- レイテンシー：能力と可能性の比率です。
- パフォーマンス：現実性と可能性の比率であり、レイテンシーと生産性の積でもあります。

企業または政府の現金収入または貯蓄を伴うプロセスの管理を検討してください。
潜在的に£100,000ですが、£60,000を目指しています。実際には、40,000ポンドの売上、貯蓄、税金が実現されています。
したがって、可能性=£100,000;能力=£60,000;現実=£40,000。
したがって、レイテンシー= 60/100 = 0.6;生産性= 40/60 = 0.67;そして、パフォーマンス= 0.6×0.67 = 0.4（または現実/潜在的40/100）。
これらの方法（正規化とも呼ばれます）は、一般的に同様に適用できます。たとえば、ある種の生産プロセスでタスクまたは製品の実行に費やされた時間に適用できます。
誰かが何か良いことや悪いことをしたために、現実が能力から逸脱すると、アルジェドニックアラートが経営陣に送信されます。是正措置、優れた技術の採用、またはエラーの修正が適時に行われなかった場合、アラートはエスカレートされます。基準は順序付けられた階層で適用されるため、管理自体は必要ありませんが、ルーチン応答関数は、最もよく知られているヒューリスティックプラクティスを反映するように順序付けする必要があります。これらのヒューリスティックは、組織のSystem4によって改善がないか常に監視されています。
賃金体系は、生産性ボーナス、利害関係者の合意、知的財産権などによって能力や可能性が実現された場合のパフォーマンスに対するこれらの制約を反映しています。

## メタ言語

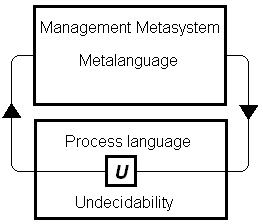
メタ言語を上げることによる決定不能性の解決

実行可能なシステムの再帰を昇順で行うと、各自律型5-4-3-2メタシステムのコンテキストが拡大し、より多くの多様性を獲得します。
これは、自律的な下位レベルでの決定不能性を解決するための能力を高めるメタ言語スタックを定義します。プロセスレベルに近い誰かが潜在能力を達成するために革新する必要がある場合、または能力を回復する必要がある場合、より多様な管理から支援を確保することができます。
現実が能力から統計的に有意な量だけ逸脱したときに送信されるアルジェドニックアラートは、このプロセスを自動化します。
曖昧さや決定不可能性（決定問題としても知られる）を解決するために多様性や状態を追加するという概念は、チャイティンの超数学予想アルゴリズム情報理論の主題であり、一般的な管理ヒューリスティックの潜在的に厳密な理論的基礎を提供します。プロセスが合意された製品を生産していない場合、該当する場合は、これを修正し、あいまいさ、矛盾、または決定不能性を解決します。
「Platform for Change」（ビール1975年）では、イギリスの警察や病院などの学術団体への論文集を通じて論文が展開され、「トータルシステム」の視覚化が行われている。ここでは、「関連する倫理」が「実験的倫理」と「腹のつぶれた倫理」から発展し、「古い制度」が改革されて「新しい制度」となり、「ソフトウェア界」からの承認（『プラットフォーム』163-179ページの「計量基準に関する質問」）によって駆動され、文化がシステムアプローチを取り入れ、「Homo faber」（作り手としての人間）が「Homo Gubernator」（自己操縦）となって、持続的地球を生み出すのである。

## VSMの適用
VSMを適用する際には、製品やサービスを生産する仕事に人、機械、お金を一致させるためにさまざまな手段が使用されます。一連のプロセスでは、一部のジョブは1人の担当者によって実行されます。いくつかは多くの人によって行われ、多くの場合、多くのプロセスは同じ人によって行われます。作業中、参加者はタスクを完了する際に、内部システムと外部システム1〜5の間で焦点が時々刻々と変化することに気付く場合があります。
選択、または区別された決定、およびそれらのコスト（または労力）は、仕事に必要な多様性、したがってリソースを定義します。プロセス（システム1）は、パフォーマンスを監視し、システム1とユーザーへの製品の流れを保証（システム2）することにより、システム3によって運用管理されます。
システム3は、過去のパフォーマンスを（3 *経由で）監査できるため、本番環境の「悪い時間」を「良い時間」と比較できます。物事がうまくいかず、リスクのレベルが上がると、システム3は助けを求めるか、同僚に救済を求めます。これはアルジェドニックアラートの苦痛であり、パフォーマンスが機能目標を達成できない場合に自動的に発生する可能性があります。自律神経の3–2–1恒常性ループの問題は、そのメタシステムの自律性の範囲内で解決するために吸収されます。開発（研究とマーケティングのシステム4の役割）は、推奨事項を求められます。
より多くのリソースが必要な場合、システム5は、システム4から最適なオプションを決定する必要があります。救済策が現在の能力または多様性のレベルが維持できるよりも多くのリソースを必要とする場合、より高い管理へのエスカレーション（再帰のメタ言語レベルまで）が必要になります。パフォーマンスを向上させるイノベーションであるアルジェドニックアラートの喜びも、この方法で処理できます。
中小企業では、これらすべての機能が1人の担当者によって実行されるか、参加者間で共有される場合があります。大企業では、役割を差別化し、VSMの1つ以上の側面を強調することでより専門的になることができます。地域の状況、サービスまたは製品の環境と性質によって、倉庫保管、販売、広告、販売促進、発送、課税、財務、給与などがこの図のどこに当てはまるかが決まります。すべての企業が取引に対して料金を請求するわけではなく（たとえば、一部の学校や医療サービス、警察）、自発的なスタッフは支払われない場合があります。広告や配送はビジネスの一部ではないか、主要な活動である可能性があります。どのような状況であっても、すべての企業が存続するためには、ユーザーにとって有用である必要があります。すべての参加者にとって、中心的な質問は残ります。「このトランザクションでいつも行うことを行うのか、それとも革新するのか」。これは、システム4の呼び出しで具体化されます。 VSMは、制約について説明します。過去のパフォーマンスに関する知識と、それをどのように改善できるかについての知識です。
ビールは、過去と現在の同僚に「Brain of the Firm 」を捧げ、「 absolutum obsoletum 」という言葉を、「うまくいけば時代遅れだ」と翻訳しました。

### 組織
- メタフォラムソサエティ
- サイバネティックスと社会
- SCiO –組織におけるシステムとサイバネティックス（英国）
- Cwarel Isaf Institute
- マリク管理